# Arboret
Et arboret (afledt af det latinske arboretum = "sted med træer") er en forstbotanisk have, der primært rummer samlinger af vedplanter, dvs. træer og buske af forskellige arter.
Arboreter kan opdeles efter forskellige specialer:
- Et arboret med skovtræer hedder et forstarboret
- Et arboret som kun består af nåletræer hedder et pinet
- Et arboret med frugtbærende planter hedder et pomet
- Et arboret med roser hedder et rosarium

Et af de tidligste arboreter i Europa er arboretet Arboretum Trsteno ved Dubrovnik i Kroatien. Dets oprindelse er ukendt, men det omtales allerede i 1492, da en akvædukt blev bygget for at forsyne det med vand. Akvædukten er stadig i brug.
Danmarks nationalarboret ligger i Hørsholm og blev oprettet i 1936 som en afdeling af Landbohøjskolen. Et allerede eksisterende forstbotanisk arboret på 4 ha blev udvidet til over 25 ha. Det har i dag lagt hovedvægten på planternes naturlige miljø, botanisk geografi, artsvariation, evolution og taksonomi. Desuden forædles økonomisk betydningsfulde træarter.
I Danmark findes følgende egentlige arboreter:
- Arboretet (Almindingen) ved Segen skovfogedhus
- Arboretet (Hørsholm)
- Den Jyske Skovhave ved Skørping
- Det grønlandske arboret i Narsarsuaq
- Forstbotanisk Have ved Århus
- Vådbundsarboretet ved Silkeborg.
- Forstbotanisk Have i Charlottenlund

Og en række andre træsamlinger:
- Botanisk Have i København
- Botanisk Have i Århus
- Dyrhøj Pilearboret (Salix Arboretum) ved Glamsbjerg
- Filet'en, Farum Lillevang, Farum
- Fuglsang gods på Falster
- Geografisk Have i Kolding
- Herlufsholm Pinet ved Næstved
- Højeruplunds Arboret ved Store Heddinge
- Landskabstræet, Kongelunden
- Mønterne, Vestskoven
- Paradishaven ved Hesede Skov
- Peter Hansens Have ved Nakskov
- Vandværksskoven ved Frederikshavn.
- Ørkenarboretet i Søby Brunkulslejer i Midtjylland,

Omtalte arboreter udenfor Danmark:
- Arboretum Norr under Umeå Universitet, Umeå, Sverige

## Eksterne link
- Arboretum Trsteno Arkiveret 16. april 2007 hos  Wayback Machine